# Боуксвилер (Доња Рајна)
Боуксвилер (фр. Bouxwiller) насеље је и општина у источној Француској у региону Алзас, у департману Доња Рајна која припада префектури Саверн.
По подацима из 2011. године у општини је живело 3994 становника, а густина насељености је износила 156,08 становника/km². Општина се простире на површини од 25,59 km². Налази се на средњој надморској висини од 229 метара (максималној 322 m, а минималној 177 m).

## Демографија
| 1962. | 1968. | 1975. | 1982. | 1990. | 1999. | 2011. |
| ----- | ----- | ----- | ----- | ----- | ----- | ----- |
| 3.665 | 3.717 | 3.706 | 3.655 | 3.693 | 3.683 | 3.994 |

График промене броја становника у току последњих година